# 汐見里佳
汐見 里佳（しおみ りか）は、元宝塚歌劇団男役。福岡県三井郡出身。福岡市立女子高等学校出身。宝塚歌劇団時代の愛称はマッチー。

## 来歴・人物
1966年に宝塚音楽学校に入学し、1968年に卒業。同年、54期生として宝塚歌劇団に入団し、花組公演『マイ・アイドル』で初舞台を踏む。入団時の成績は59人中32位。
1969年7月7日 に花組配属。
1981年7月30日付 で宝塚歌劇団を退団。

## 宝塚歌劇団時代の主な舞台
※『歌劇』1981年7月号（宝塚歌劇団）のp.125を参考にした。
- 『マイ・アイドル』（花組）（1968年4月）＊初舞台
- 『扇源氏』新人公演：藤原春高（本役：瀬戸内美八）（1970年11月）
- 『シシリーの夕陽』新人公演：バーモント（本役：瀬戸内美八）／『小さな花がひらいた』清助（1971年11月）
- 『炎の天草灘』新人公演：隼人（本役：水はやみ）＊新人賞受賞（1972年9月）
- 『浜千鳥』新人公演：太良（本役：甲にしき）（1972年11月、東京）
- 『新・花かげろう』八瀬童子、新人公演：源頼信（瀬戸内美八）、新人公演：源頼光（松あきら）（1973年5月）
- 『この恋は雲の涯まで』新人公演：藤原忠衡（本役：松あきら）（1973年11月、東京）
- 『花のお嬢吉三』新人公演：お嬢吉三（本役：甲にしき）＊努力賞受賞（1974年1月）
- 『虞美人』新人公演：項羽（本役：安奈淳）（1974年7月）
- 『ベルサイユのばら』アラン ＊努力賞受賞、新人公演：アンドレ（本役：榛名由梨）（1975年7月 - 8月）
- 『うつしよ紅葉』平手監物（1976年8月 - 9月）
- 『ル・ピエロ』（1977年1月 - 2月）
- 『風と共に去りぬ』ベル・ワットリング ＊秀逸賞受賞（1978年2月 - 3月）
- 『紅はこべ』アンドリュー・フォークス（1979年3月 - 5月）
- 『アップル・ツリー』バーバラ王女、フィリップ（1979年5月、宝塚バウホール）
- 『ベルサイユのばら』フェルゼン（1979年9月、地方公演）
- 『花小袖』笛丸（1980年5月 - 6月）
- 『アナトール』トンプソン船長（1980年9月、宝塚バウホール）
- 『友よこの胸に熱き涙を』アドルフ（1980年11月 - 12月）
- 『ファースト・ラブ』マリア（1981年3月 - 5月）